# Tartu Maria församling
Tartu Maria församling (estniska: Tartu Maarja kogudus) är en församling som tillhör Tartu kontrakt inom den Estniska evangelisk-lutherska kyrkan.